# Rajd Krakowski 1988
Rajd Krakowski 1988 – 13. edycja Rajdu Krakowskiego. Był to rajd samochodowy rozgrywany od 28 do 30 października 1988 roku. Była to szósta runda Rajdowych Samochodowych Mistrzostw Polski w roku 1988. Rajd składał się z dwudziestu jeden odcinków specjalnych, jeden odcinek numer cztery został odwołany. Rajd rozgrywany był na nawierzchni asfaltowej i szutrowej. Zwycięzcą został Marian Bublewicz.

## Wyniki końcowe rajdu[1][2]
| Miejsce | Kierowca           | Pilot              | Samochód               | Czas    | Strata | Grupa Klasa |
| ------- | ------------------ | ------------------ | ---------------------- | ------- | ------ | ----------- |
| 1       | Marian Bublewicz   | Jacek Wypych       | Mazda 323 4WD          | 1:31:17 | -      | N-04        |
| 2       | Mirosław Krachulec | Marek Kusiak       | Mazda 323 4WD          | 1:32:43 | +1:26  | N-04        |
| 3       | Marek Sadowski     | Grzegorz Gac       | FSO Polonez 1600 C     | 1:35:57 | +4:40  | A-14        |
| 4       | Paweł Przybylski   | Maciej Wisławski   | FSO Polonez 1500 Turbo | 1:36:45 | +5:28  | B           |
| 5       | Paweł Petrys       | Artur Skorupa      | FSO Polonez 1600 C     | 1:38:56 | +7:39  | A-14        |
| 6       | Dariusz Poletyło   | Robert Burchard    | FSO Polonez 1600 C     | 1:39:43 | +8:26  | A-14        |
| 7       | Marcel Tuček       | Alešicon Pilný     | Škoda 130 L            | 1:40:02 | +8:45  | A-12        |
| 8       | Bogdan Herink      | Barbara Stępkowska | FSO 1500               | 1:40:50 | +9:33  | A-14        |
| 9       | Wiesław Stec       | Jerzy Bigos        | Opel Manta 2.0 E       | 1:40:52 | +9:35  | A-13        |
| 10      | Robert Gryczyński  | Klaudiusz Rak      | FSO Polonez 1600 C     | 1:41:10 | +9:53  | A-14        |
| 11      | Janusz Szerla      | Marek Oziębło      | FSO Polonez 1500 Turbo | 1:42:51 | +11:34 | B           |

1. ↑  Nieliczony w klasyfikacji RSMP